# Сан Донато ди Лече
Сан Дона̀то ди Лѐче (на италиански: San Donato di Lecce) е градче и община в Южна Италия, провинция Лече, регион Пулия. Разположено е на 70 m надморска височина. Населението на общината е 5844 души (към 2011 г.).